# 孫炳陽
孫炳陽，貴州省思南府人，清朝政治人物、進士出身。
光緒十六年（1890年）清德宗親政庚寅恩科進士，二甲六十八名，后官鎮遠府教授。